# Cordwainer Smith Rediscovery Award

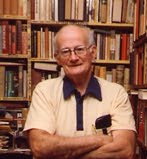
R. A. Lafferty în biblioteca sa din Tulsa, în jurul anului 1985. Lafferty a primit acest premiu în 2002

Cordwainer Smith Rediscovery Award (Premiul pentru redescoperire Cordwainer Smith) onorează autorii de science fiction și fantasy considerați necitiți, cu intenția de a atrage din nou atenția publicului asupra câștigătorilor. Premiul a fost creat în 2001 de Fundația Cordwainer Smith în memoria autorului de science fiction Cordwainer Smith.
Este acordat autorilor care, potrivit juriului, nu primesc o atenție binemeritată. A fost decernat pentru prima dată în 2001 la WorldCon (câștigător Olaf Stapledon) și de atunci a fost prezentat anual la convenția literară ReaderCon. Acesta este de obicei oferit postum, cu excepția anului 2011, când premiul a fost acordat scriitoarei americane în viață Katherine MacLean.
Primii membrii juriului au fost Robert Silverberg, Gardner Dozois și John Clute.

## Câștigători
- Olaf Stapledon, 2001
- R.A. Lafferty, 2002
- Edgar Pangborn, 2003
- Henry Kuttner și C.L. Moore, 2004
- Leigh Brackett, 2005
- William Hope Hodgson, 2006
- Daniel F. Galouye, 2007
- Stanley G. Weinbaum, 2008
- A. Merritt, 2009
- Mark Clifton, 2010
- Katherine MacLean, 2011
- Fredric Brown, 2012
- Wyman Guin, 2013
- Mildred Clingerman, 2014
- Clark Ashton Smith, 2015
- Judith Merril, 2016
- Seabury Quinn, 2017
- Frank M. Robinson, 2018
- Carol Emshwiller, 2019
- Rick Raphael, 2020
- D. G. Compton, 2021